# Maicol Scuttari
Maicol Scuttari (* 7. Januar 1991 in Bozen) ist ein italienischer Wasserspringer. Er startet für den Verein Bolzano Nuoto im 10-m-Turmspringen und mit Maicol Verzotto im 10-m-Synchronspringen. Trainiert wird er von Franco Cagnotto.
Scuttari gelang bei der Junioren-Europameisterschaft 2006 sein erster internationaler Erfolg. Er gewann Bronze vom 3-m-Brett und wurde zudem Vierter vom Turm und Fünfter vom 1-m-Brett. Im gleichen Jahr erreichte er bei der Junioren-Weltmeisterschaft als bestes Resultat Rang vier vom 10-m-Turm. In Folge spezialisiert sich Scuttari auf das 10-m-Turmspringen. Seinen ersten internationalen Einsatz im Erwachsenenbereich hatte er bei der Europameisterschaft 2011 in Turin. Mit Verzotto wurde er Fünfter im 10-m-Synchronspringen und im Einzel vom Turm belegte er im Finale Rang elf.